# Coupe en poésie
Pour les articles homonymes, voir coupe.
La coupe, en poésie française, résulte d'une analyse rythmique du vers, fondée sur ses accents toniques. Les coupes identifiées dans un vers délimitent des mesures rythmiques. Comme les syllabes accentuées marquent la fin des mesures, les syllabes féminines, ou posttoniques, sont, lorsqu'elles ne sont pas élidées, rejetées au début de la mesure suivante :
Étoi/lent vaguement // leurs prunel/les mystiq(ues)
— Baudelaire, Les Fleurs du Mal, Les Chats
Il ne faut pas confondre la notion de coupe (d'ailleurs notée par une barre oblique /) avec celle de césure (notée par une double barre oblique //). La césure est en effet un fait métrique, qui caractérise de manière organique le vers composé (6//6 pour l'alexandrin, 4//6 pour le décasyllabe). Quant à l'analyse rythmique subjective qui aboutit au découpage en mesures et à l'établissement des coupes, elle doit au contraire être répétée pour chaque vers pris individuellement, elle diffère d'un vers à l'autre, et pour un vers donné, d'un lecteur, ou d'une lecture à l'autre. Tout énoncé, qu'il soit en prose ou en vers, se prêtera à une ou à plusieurs analyses rythmiques fondées sur l'accent tonique. La coupe ne relève par conséquent pas de la métrique, qui se limite aux régularités propres au vers.
Il y a aussi les hémistiches et les enjambements.